# Шиманський Гермоген Іванович
Гермогéн Івáнович Шима́нський (березень 1915 року, станція Бірзула, Одеської області — 8 березня 1970 року, Київ) — духовний письменник, викладач Київської духовної семінарії та Волинської духовної семінарії, новітній український літургіст і богослов.

## Біографія

### Дитячі роки та роки навчання
Гермоген Іванович Шиманський народився у березні 1915 року в родині залізничного службовця на станції Бірзула (в радянські часи селище мало назву Котовськ, з 2016 року — сучасне місто Подільськ, Одеської області). У хрещенні був названий Гермогеном — на честь священномученика патріарха Московського Гермогена. Після смерті чоловіка мати Шиманського повернулася з трьома синами на батьківщину до Молдови, в село Флери, де «займалася хліборобством і в чесному вдівстві виростила, вивчила і виховала всіх… трьох синів». «З раннього дитинства привчала нас мати постійно ходити до храму на святкове і недільне богослужіння, — писав Шиманський у власній автобіографії. — Часте перебування з юності у храмі і особливо у вівтарі під час богослужіння (починаючи з десятирічного віку я прислужував священику в сільському храмі, а потім молдавському єпископу іподияконом (радше за все, це був митрополит Гурій (Гросу), який керував Кишинівською єпархією у 1920—1936 рр.)) ще тоді зародило в душі любов до богослужіння Православної Церкви, його краси і великої духовної благодатної сили і впливу на віруючих та богомольців, заронило прагнення бути служителем вівтаря». Але на стежку богослов'я він вийшов не відразу, що цілком пояснюється обставинами життя тих років, коли повсюди панував атеїстичний світогляд. До вступу у 1945 р. в Богословський інститут в Москві Г. І. Шиманський пройшов шлях звичайної радянської людини. Після закінчення середньої школи він вступив до технікуму механізації в місті Ананьєві на Одещині. Успішно закінчивши технікум, у 1934 р. подав документи до Харківського машинобудівного інституту. Цей інститут Г. І. Шиманський закінчив з відзнакою у 1939 році і був залишений аспірантом і науковим співробітником на кафедрі тракторобудування. За два роки перебування в аспірантурі Г. І. Шиманський здав майже весь кандидатський мінімум, до якого входила і низка гуманітарних предметів, зокрема таких як філософія, діалектика, англійська та німецька мови, що згодом стало йому у нагоді при вивченні богословських наук. Через початок Другої світової війни роботу в інституті була перервано. У липні 1941 р. в числі інших аспірантів Г. І. Шиманський був відряджений на тимчасову роботу на Харківський завод ім. Комінтерну для виготовлення матеріалів та військового устаткування для фронту. Восени 1941 р. разом із заводом він переїхав до Нижнього Тагілу (Росія), де працював інженером-конструктором. Його однокурсники по Московській духовній академії згадували, що Г. І. Шиманський був причетний до розробки проекту легендарного танка Т-34. На початку 1943 р. талановитого інженера Г. І. Шиманського з Нижнього Тагілу перевели на роботу на машинобудівний завод у підмосковні Митищі.

### Навчання у Богословському інституті в Москві
Молодий інженер Г. І. Шиманський з відзнакою закінчив не тільки престижний технічний вуз, але й аспірантуру, і мав, звичайно, всі можливості для життя «нормальної радянської людини», проте прагнув до іншого. У своєму проханні про зарахування на перший курс Православного богословського інституту у Москві він писав наступне: «Маючи тільки вищу цивільну освіту, знання у сфері духовних наук отримав шляхом самостійного читання і вивчення святих отців та писань, духовно-повчальної і богословської літератури. Сподіваюся, що з допомогою Божою, при всьому моєму гарячому прагненні і бажанні вчитися, якщо і є певні прогалини в підготовці для слухання курсу інституту, вони у перші ж місяці навчання будуть мною ліквідовані». Православний богословський інститут відкрився в Москві у 1944 році, і був перейменований в 1946 році у Московську духовну академію (МДА) з чотирирічним курсом навчання, яка містилася спочатку в приміщеннях Новодівичого монастиря. У 1945 р. Гермоген Шиманський був прийнятий на перший курс Православного богословського інституту. Вже з перших місяців навчання у Гермогена проявився інтерес до вивчення богослужіння і богослужбових книг. Він був уставщиком академічного хору і знав церковний статут до найменших дрібниць. Гермоген Шиманський незмінно був першим на курсі з літургіки. Після вступу до Богословського інституту, Г. Шиманський переніс туберкульоз у важкій формі. «Він був невиліковно хворий туберкульозом легенів. Навчальний рік у нього нерідко переривався для лікування». У 1951 р. Гермоген Шиманський успішно захистив кандидатську дисертацію «Православне вчення про спасіння у богослужбових книгах». В останній рік, на останньому курсі Духовної академії, Г. І. Шиманський був звільнений від екзаменів і випущений зі ступенем кандидата богослов'я достроково. При цьому ректор МДА протоієрей Олександр Смирнов зазначав, що залишити Г. І. Шиманського при Академії «професорським стипендіатом не можна, позаяк посилена розумова робота і невідповідні кліматичні умови Загорська можуть надірвати і без того його слабкі фізичні сили. Можна було б рекомендувати на духовно-педагогічну роботу на південь (Одеса, Київ)». Побажання ректора було враховане: Г. І. Шиманський був відряджений на викладацьку роботу в Київську духовну семінарію. Там же, в Києві, жили найближчі йому люди: духівник, мати і старший брат.

### Викладання у Київській духовній семінарії
Саме в Києві, викладаючи літургіку, Г. І. Шиманський активно працював над складанням посібника з цього предмета. У роботі над цим курсом він користувався порадами видатного літургіста, професора Київської духовної академії М. М. Скабалановича. Г. І. Шиманський зарекомендував себе у Київській духовній семінарії як один із найкращих викладачів. Як пишуть дослідницькі джерела, «одним із найяскравіших викладачів нового покоління був, безперечно, випускник Московської Духовної Академії 1951 року Гермоген Іванович Шиманський. Складені ним в 1950-і роки навчальні посібники з морального богослов'я та літургіки і донині вважаються одними з найкращих підручників для духовних семінарій і активно використовуються в навчальному процесі». На той час ректорами Київської духовної семінарії були протоієреї Володимир Ганецький (1951—1954) і Миколай Концевич (1954—1957), а згодом архімандрити Іоан (Вендланд) (1957—1958) та Філарет (Денисенко) (1958—1961). Саме під орудою вказаних богословів Гермоген Шиманський займався викладанням предметів літургіки та богословських наук у Київських духовних школах. Спочатку Київська духовна семінарія містилася в Свято-Михайлівському Золотоверхому монастирі, в колишніх покоях митрополита Київського і Галицького, екзарха України Іоана Соколова і в прилеглих приміщеннях, які були капітально відремонтовані. У 1949 році ця обитель була закрита і духовна школа змушена була переселитися в стилобат Андріївської церкви — місце, яке було мало придатним для навчального закладу, позбавлене приміщень для студентського гуртожитку. Семінарія мала чотири класи. Клопотання патріарха Алексія Симанського і Київського митрополита Іоана про надання семінарії інших приміщень владою не були задоволені. У 1959 р. органи влади почали негласну підготовку до закриття Київської духовної семінарії. Вихованцям семінарії заборонили прописуватися в приватних квартирах, торговельні організації Києва отримали розпорядження припинити поставки продовольства в семінарську їдальню. 4 травня 1960 р. на зустрічі з патріархом Алексієм голова Ради у справах Руської Православної Церкви В. А. Куроєдов зажадав ліквідувати Київську духовну семінарію. Патріарх був змушений піти на це і 8 червня того ж року Навчальний комітет при Священному Синоді ухвалив рішення про закриття семінарії. У 1961 році Київську духовну семінарію і Андріївську церкву закрили. Всіх студентів тоді було переведено до Одеської духовної семінарії.

### Викладання у Волинській духовній семінарії
У цей період деякий час Гермоген Іванович Шиманський продовжував свою педагогічну діяльність у Волинській духовній семінарії. Слід сказати що після закриття у 1939 році Волинська духовна семінарія була знову відкрита у 1945 році, але вже не у м. Кременці як раніше, а в м. Луцьку. Вона розмістилася тоді при Свято-Троїцькому соборі. Завдяки єпископу Луцькому і Волинському Миколаю Чуфаровському спочатку було відкрито пастирські курси, які у 1946 році і перейменували у Волинську духовну семінарію. Її ректором став кандидат богослов'я, протоієрей Миколай Тучемський. Єпископ Миколай Чуфаровський особисто збирав викладацьку корпорацію і саме на посаду ректора запросив відомого вже на той час протоієрея Миколая Тучемського — педагога й адміністратора з багатолітнім стажем, який у своїй особі поєднав педагогічний багаж дореволюційних духовних семінарій і академій, польської православної богословської школи міжвоєнного періоду, вільно володів польською, німецькою і французькою мовами. Ось як характеризував його уповноважений Ради у справах Православної Церкви по Волинській області М. Діденко у листі до уповноваженого Ради у справах РПЦ по Україні П. Ходченка від 30 жовтня 1945 р.: «Протоієрей Тучемський Миколай Михайлович — ректор. 1918 р. емігрував від Радянської влади у Польщу, де і перебував весь час. Безсумнівний прихильник автокефальної польської православної церкви, прихильник колишнього Варшавського митрополита Діонисія. Допущений як спеціаліст. Практична робота визначить його поведінку щодо нашої держави і в залежності від цього вирішиться питання про його перебування на постійній роботі ректором». Той же Діденко неодноразово стверджував, що отець Миколай Тучемський був завжди в приятельських взаєминах із прибічником автокефалії Української Церкви єпископом Полікарпом (Сікорським). У період тиску на духовну школу, Волинській духовній семінарії "окрім традиційних звинувачень у поширенні «релігійного мракобісся», приписували й розповсюдження «націоналістичної ідеології». Так, секретар Волинського обкому партії І. Грушецький у листі на ім'я першого секретаря ЦК КПУ М. Підгорного від 25 березня 1960 р. писав: «Серед викладачів чимало послідовників махрового націоналіста Полікарпа (Сікорського). У результаті проведеної місцевими органами роботи з семінарії звільнили низку викладачів. Однак це мало змінило ситуацію, оскільки і їх нинішній склад виховує в семінаристів негативне ставлення до радянської дійсності, релігійний фанатизм і реакційний світогляд. Вони спрямовують свою діяльність на те, щоб перетворити Луцьку семінарію в розсадник українського націоналізму…». Джерела кажуть, що Гермоген Шиманський стає викладачем Волинської духовної семінарії вже з 1959 року, однак він потрапляє туди якраз у період, коли і над цією духовною школою нависає загроза закриття. Дослідник Федчук О. пише, що «за станом здоров'я тільки два роки в Луцьку викладав відомий богослов Г. І. Шиманський, родом з Одещини. Цей спеціаліст, який помер у Києві в 1970 р., написав чимало праць з літургіки та морального богослов'я, що й нині використовуються в навчальних закладах Церкви. Як і в Київській духовній семінарії до 1958 р., у ВДС Г. І. Шиманський викладав літургіку. Тут він також керував богослужбовою практикою семінаристів та встиг виправити конспекти з літургіки для третього й четвертого курсів». Вже з 1960 року комуністи Волинську духовну семінарію готували до закриття. У 1961—1963 роках взагалі ніхто не зміг вступити до першого класу Семінарії — три набори було зірвано. У школі доучувалися лише студенти попередніх курсів. Указом Учбового Комітету РПЦ від 15 березня 1964 року у серпні 1964 року, після останнього випуску у п'ять осіб, Волинська духовна семінарія припинила свою діяльність. Її викладацький склад було переведено до Одеської духовної семінарії. У 1961 році Г. І. Шиманський покинув викладання у м. Луцьку через поганий стан здоров'я, і оселився у Києві в брата, де жив до самої смерті. Переїхати до Одеси йому, ймовірно не дозволяло здоров'я, оскільки потребував постійного догляду. Незабаром хвороба підірвала сили талановитого богослова і він помер у Прощену неділю 8 березня 1970 року у м. Києві.

## Богословські праці
Наукова діяльність Г. І. Шиманського позначена низкою літургіко-богословських праць. Найвідомішою із них є «Літургіка» — навчальний посібник для духовних шкіл, що містить детальний виклад святкового богослужіння річного кола і розкриває його внутрішній богословський зміст. «Літургіка» тематично охоплює всі двунадесяті свята цілого року та богослужіння Постової і Квітної Тріодей. Навчальний посібник складено на основі лекцій з літургіки, читаних автором в Київській та Волинській духовних семінаріях у 50-ті роки минулого століття. Цим зокрема, пояснюється те, що Г. І. Шиманський часто як приклад вказує на богослужбову практику Києво-Печерської лаври. Автор також часто посилається на видання «Богослужбові вказівки на 1950 рік» та «Богослужбові вказівки на 1951 рік», що в наш час може здатися анахронізмом. Однак редакція з метою збереження авторського задуму вважала за доцільне не змінювати структуру роботи і в його книгах, навіть сучасних, присутнє це посилання.
У своїй ще одній літургічній праці «Літургіка: Таїнства і обряди» Гермоген Шиманський розкриває ті теми, на які не вистачило місця у його творі «Літургіка». Тут відображено православне літургіко-богословське вчення про церковні Таїнства і окремі обрядові служби. Нове дослідження учений ділить на дві частини. Перша частина «Про Служби особливі, що звершуються Церквою у різних випадках чи потребах християн» ділиться на два параграфи: «Про Таїнства» і «Про молитвослів'я та молебний спів на різні випадки». Незакінченою залишається магістерська праця богослова на тему «Вчення про спасіння у богослужбових книгах Православної Церкви (у Святковій і Місячній Мінеї, Постовій і Квітній Тріодях, Октоїху, Требнику і Літургіях древніх та сучасних)». Ступінь магістра богослов'я він так і не отримав — певну роль в цьому, очевидно, зіграли непрості обставини переслідування комуно-більшовицьким безбожним тоталітарним режимом всякої релігії у ті роки.
Богословська спадщина вченого представлена також працями з морального богослов'я. Його найбільш значимий труд цієї тематики «Моральне богослов'я» розкриває важливі питання психології моральності в контексті православного світогляду. Праця є конспектом лекцій для духовних навчальних закладів. Весь конспект розділено на дві частини. Перша частина містить загальне вчення про начала моральності.
Праця Г. І. Шиманського «Вчення святих отців і подвижників Церкви про головні пристрасті і боротьбу з ними, і про найголовніші християнські чесноти: любов, смирення, лагідність, терпіння, стриманість і цнотливість» розкриває закономірності духовного життя, рушійні сили життєвого шляху людини. Цей незакінчений твір дослідника виник на основі бесід, які проводив Г. І. Шиманський з благословення наставника з вихованцями семінарії. Складається праця з двох частин: про головні гріховні пристрасті та про головні християнські чесноти.
Ще один богословський твір Г. І. Шиманського «Християнська чеснота терпіння» доповнює попередню незавершену працю дослідника «Вчення святих отців і подвижників Церкви про головні пристрасті і боротьбу з ними». У цьому творі розповідається про органічний зв'язок терпіння з усіма іншими християнськими чеснотами. Праця складається із дев'яти параграфів: поняття про чесноту терпіння, чим породжується терпіння, зв'язок терпіння з іншими добродіяннями, види терпіння, про терпіння спокус, про необхідність і важливість чесноти терпіння, способи придбання добродіяння терпіння, святоотцівські настанови християнину про терпіння.
Питання цнотливого та чистого життя піднімається богословом у праці «Християнське добродіяння цнотливості і чистоти за вченням святих Отців і подвижників Церкви». Тут Г. І. Шиманський говорить про те, що чистота людини і її цнотливе життя досягаються подвигом стриманості. У православній аскетичній літературі, зазначає Г. І. Шиманський, стриманість позначається як умова утримання від гріховних вчинків, як засіб, даний людині для очищення тіла й душі.

## Головні праці
1. Шиманский Г. И. Литургика. М., 2002. 352 с. [Архівовано 15 листопада 2020 у Wayback Machine.]
2. Шиманский Г. И. Литургика: Таинства и обряды. М., 2017. 228 с. [Архівовано 22 березня 2022 у Wayback Machine.]
3. Шиманский Г. И. Нравственное богословие. К. : Изд. им. святителя Льва, папы Римского, 2010. 670 с.
4. Шиманский Г. И. Наставление церковному чтецу о том, как читать в храме. М. : Изд-во Сретенского монастыря, 2010. 16 с.: ил. (Серия «Таинства и обряды»)
5. Шиманский Г. И. Учение Святых отцов и подвижников православной Церкви о борьбе с главными греховными страстями и о христианских добродетелях: любви, смирении, кротости, воздержании и целомудрии. М. : Изд. Сретенского монастыря, 2006. 672 с.
6. Шиманский Г. И. Христианская добродетель терпения. С-Пб., 2015. 112 с.
7. Шиманский Г. И. Христианская добродетель целомудрия и чистоты по учению святых Отцов и подвижников Православной Церкви. М. : Даниловский Благовестник, 1997. 480 с[19].
8. Шиманский Г. И. Нравственный закон и совесть. М. : Изд-во Сретенского монастыря, 2012. 40 с. (Серия «Христианский взгляд»)[20].
9. Шиманский Г. И. Нравственный закон и поступок. М. : Изд-во Сретенского монастыря, 2012. 96 с. (Серия «Христианский взгляд»)[21].
10. Шиманский Г. И. Конспект по нравственному богословию[22].